# 香港史觀
香港史觀，在香港又稱本土史觀，是指以香港為本位去看待香港歷史的一種史觀，與殖民史觀及民族主義史觀並列為書寫香港歷史的三種史觀。它較強調香港的獨特文化，與臺灣島史觀類似。

## 歷史
以香港為本位書寫的香港歷史在20世紀80年代便已出現。鄺智文指出當時曾銳生在《A Modern History of Hong Kong》中從香港華人角度看待香港歷史；高添強同樣以香港本位描寫日治時期的香港。
至1990年代後期，由於中华人民共和国方面需要確立主權移交的合法性，故此該地的學者們開始建立一套以此為目的的香港史論述，由此而誕生的有於央視播映的《香港滄桑》、劉存寬主編的《十九世紀的香港》:39-43。它們較為強調英治對港人的壓迫、香港人對英殖的鬥爭，以及香港和中國的關係:49。作為回應，王宏志及蔡榮芳分別於2000年及2001年出版了《歷史的沉重︰從香港看中國大陸的香港史論述》及《香港人之香港史》，兩者都較為強調香港本位，前者更點出中華人民共和國官方在這方面論述上所出現的問題。
之後到了2007年，高馬可推出了《香港簡史》一著，其以香港本土視角來論述香港的歷史，此作的中譯本《香港簡史─從殖民地至特別行政區》於2013年經中華書局出版:15。鄺智文在2013年及2014年分別推出了《孤獨前哨》和《老兵不死》，運用了香港史觀去書寫華籍英兵及太平洋戰爭的香港戰役。徐承恩於2014年發表了《城邦舊事：十二本書看香港本土史》，於當中應用了香港史觀去介紹12本香港史作。鄺健銘則在2015年出版《港英時代 英國殖民管治術》，以香港本土視角分析為何「人心不回歸」，及港英政府比起香港特區政府的優勝之處。徐承恩後於2017年把《城邦舊事》延伸，推出了《香港, 鬱躁的家邦: 本土觀點的香港源流史》一著，此作後於2019年推出修訂版，當中把香港人視為自成一群的國族去書寫。作者於書寫此作時已表明為了對抗中國帝國主義及東方主義，而無意「公正持平」。

## 特點
香港史觀較強調以香港為本位分析香港歷史，主張以香港居民角度看待香港歷史。當中不會忌諱被中華人民共和國政府視為敏感的歷史事件，例如逃港潮、香港在二戰後的經濟發展、六七暴動、香港居民的身份認同。與殖民史觀及民族主義史觀比較，更為重視香港華人和少數族裔的聲音及所思所行，以他們的權益為首要考慮。

## 評價
香港歷史研究所主任劉智鵬對於本土史觀持保留態度，認為它忽視了歷史文物及新界的宗族背後所反映的中國-香港關係。不過徐承恩反駁指他所提及的新界宗族族譜只是原住民為了利用戶籍制度，而杜撰的虛構產物。
蔡榮芳於《香港人之香港史》中提出，應以香港人為本位，重寫鴉片戰爭到二戰時期的歷史。
梁衍華等人主張應建立自身的香港史觀，杜正勝曾提出以台灣為中心的同心圓史觀。曹永和根據法國年鑑學派的思想，發展出台灣島史觀。
有意見認為，現時香港歷史教科書大都是依據錢穆所著《國史大綱》的框架，以中國史觀看待歷史，未有正視香港本土歷史。